# Václav Král (odbojář)
Václav Král (2. května 1891 Plzeň – 24. října 1942 Mauthausen) byl vrchní policejní inspektor a odbojář, podporovatel výsadků Anthropoid, Out Distance, Silver A a Steel.

## Rodina a povolání
Václav Král se narodil do dělnické rodiny Václava Krále a jeho manželky Amálie, roz. Mikotové. Vyučil se číšníkem. V roce 1923, kdy se přestěhoval do malého bytu v plzeňské ulici Pod Záhorskem č. p. 22/1, byl ale již civilním strážníkem (detektivem) policie. Podstatou jeho práce bylo vyšetřování různých kriminálních deliktů pro Policejní ředitelství v Plzni. Věnoval se pestré škále přestupků a trestných činů – od prostých výtržností, krádeží, prostituce a pašování až po vraždy. V červnu 1923 se Václav Král oženil s Pavlou Pichlovou, dcerou městského strážníka z Plzně. Václavova manželka pocházela z česko-německé rodiny. Dne 21. června 1925 se Královým narodila jejich jediná dcera Helena. V roce 1928 byl Václav Král v rámci plzeňského policejního ředitelství převeden na vyšetřování správních deliktů. Roku 1929 se rodina na čas odstěhovala do Bratislavy, kde Václav Král zastával funkci obvodního inspektora na cizineckém oddělení policie. V Bratislavě také začala pravděpodobně Helena chodit roku 1931 do školy. Do druhé třídy již Helena nastoupila v Plzni. Navštěvovala obecnou školu dívčí v severním plzeňském obvodu. Václav Král je v této době ještě označován za policejního detektiva, pravděpodobně však již zastával funkci obvodního inspektora civilní stráže v Plzni.

## Odbojová činnost
Po vzniku Protektorátu Čechy a Morava se Václav Král aktivně zapojil do plzeňské pobočky odbojové organizace Ústřední vedení odboje domácího (ÚVOD). Dcera Helena v roce 1939 navštěvovala tercii Městského dívčího reálného gymnasia dr. Františka Lukavského v plzeňské Veleslavínově ulici. Dívky zde byly od nejnižších ročníků národnostně velmi uvědomělé a svůj odpor k okupaci dávaly často najevo.
Adresu Králových získali parašutisté z výsadku Anthropoid jako jeden ze spolehlivých záchytných bodů, který měli využít po svém seskoku na Rokycansku koncem prosince 1941. I přes navigační chybu stanuli Jan Kubiš a Jozef Gabčík 30. prosince 1941 před bytem Králových. Představili se heslem „Adina zdraví Plzeň – 8. březen je dobrý.“ Václav Král zajistil přes starostu obce Radobyčice Karla Baxu parašutistům vystavení falešných dokladů na jména "Otto Strnad" (Kubiš) a "Zdeněk Vyskočil" (Gabčík) a prostřednictvím svého bratrance Ladislava Krále (zaměstnance pracovního úřadu) obstaral pracovní knížky. Představil oba parašutisty Janu Bejblovi, který zprostředkoval kontakt na Václava Růtu z Prahy. Jan Kubiš poté odjel do Prahy, zatímco Jozef Gabčík si u Králových léčil nohu poraněnou při seskoku. Na počátku následujícího roku a během jara 1942 pobývali Kubiš s Gabčíkem střídavě v Praze a v Plzni. Václav Král jim poskytl útočiště ve svém bytě a také v nenápadné chatě v Radobyčicích u řeky Úhlavy. Při organizaci široké konspirační sítě v Plzni a jejím okolí se Král mohl spolehnout na pomoc některých kolegů z řad policie, starostů obcí Radobyčice a Újezd a dalších osob.
Na jaře 1942 se Václav Král aktivně podílel na přípravách bombardování plzeňské Škodovky, akce známé pod názvem Canonbury. K ubytování nabídl opět nejen svůj byt v ulici Pod Záhorskem, ale také svoji chatu v Radobyčicích. Dne 23. dubna 1942 se v bytě Králových sešli Jozef Gabčík a Jan Kubiš (výsadek Athropoid), Josef Valčík a Alfred Bartoš (výsadek Silver A) a Adolf Opálka a Karel Čurda (výsadek Out Distance), aby naplánovali podrobnosti celé operace. Akce měla proběhnout v noci z 25. na 26. dubna 1942, avšak skončila fiaskem.
V květnu 1942 poskytl Václav Král podporu i Oldřichu Dvořákovi z výsadku Steel, kterému zajistil falešné doklady. Spolu s Janem Bejblem ho pak ukrývali v cele plzeňské policie.
Dne 27. května 1942 splnili výsadkáři svůj hlavní cíl, když provedli atentát na zastupujícího říšského protektora Reinharda Heydricha. Následovalo vyhlášení civilního výjimečného stavu nad územím celého Protektorátu Čechy a Morava a období bezprecedentního teroru zvané "heydrichiáda". Dne 4. června 1942 podlehl Reinhard Heydrich zraněním a 10. června 1942 následovala pomsta okupantů v podobě vyvraždění středočeské obce Lidice.

Rodina Králova
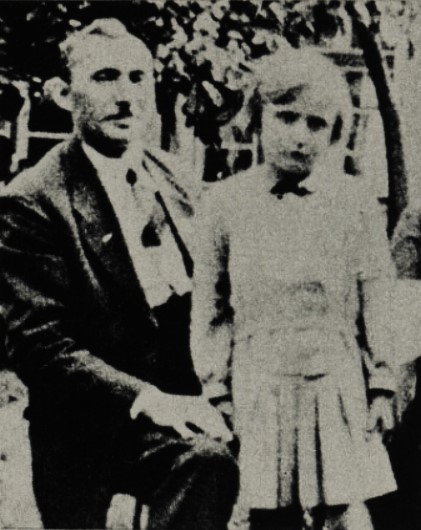
Václav Král s dcerou Helenkou
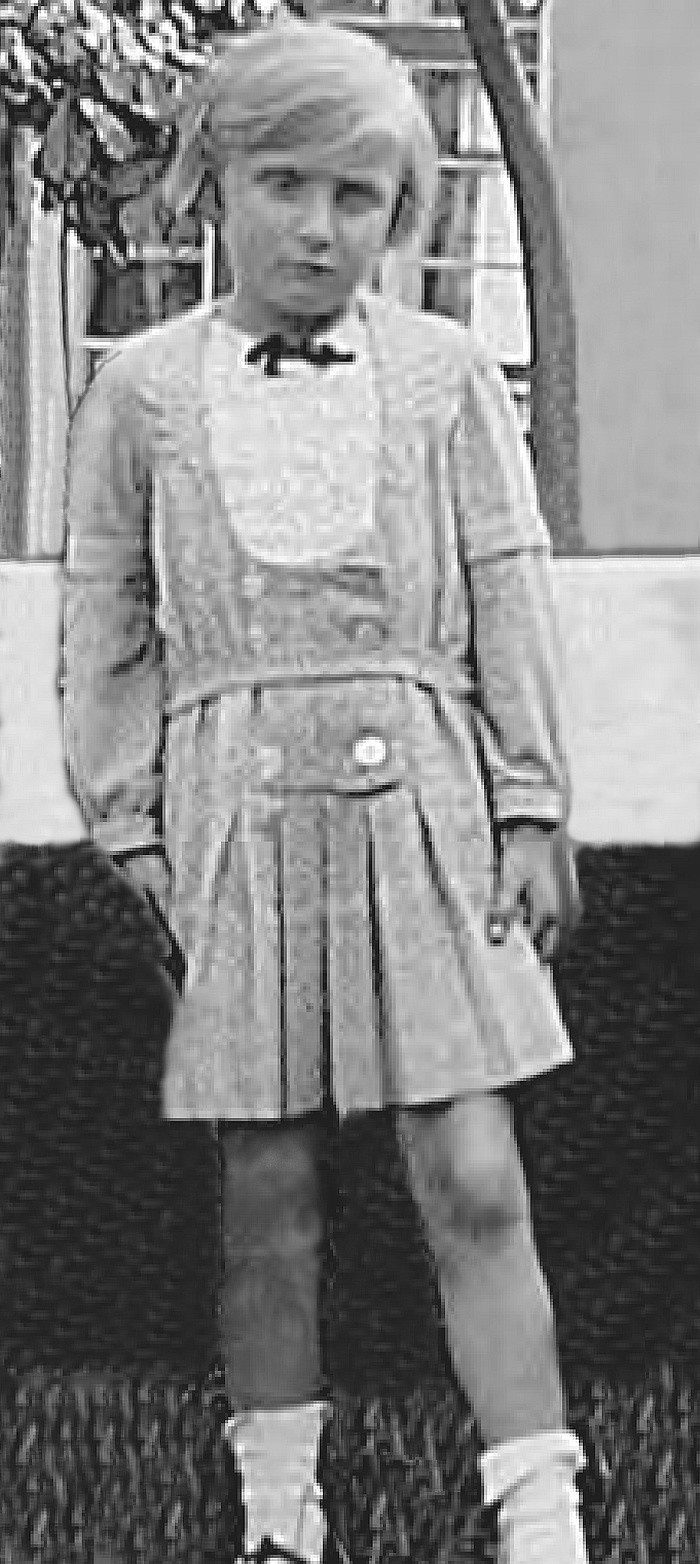
Dcera Helenka (kolem roku 1935)
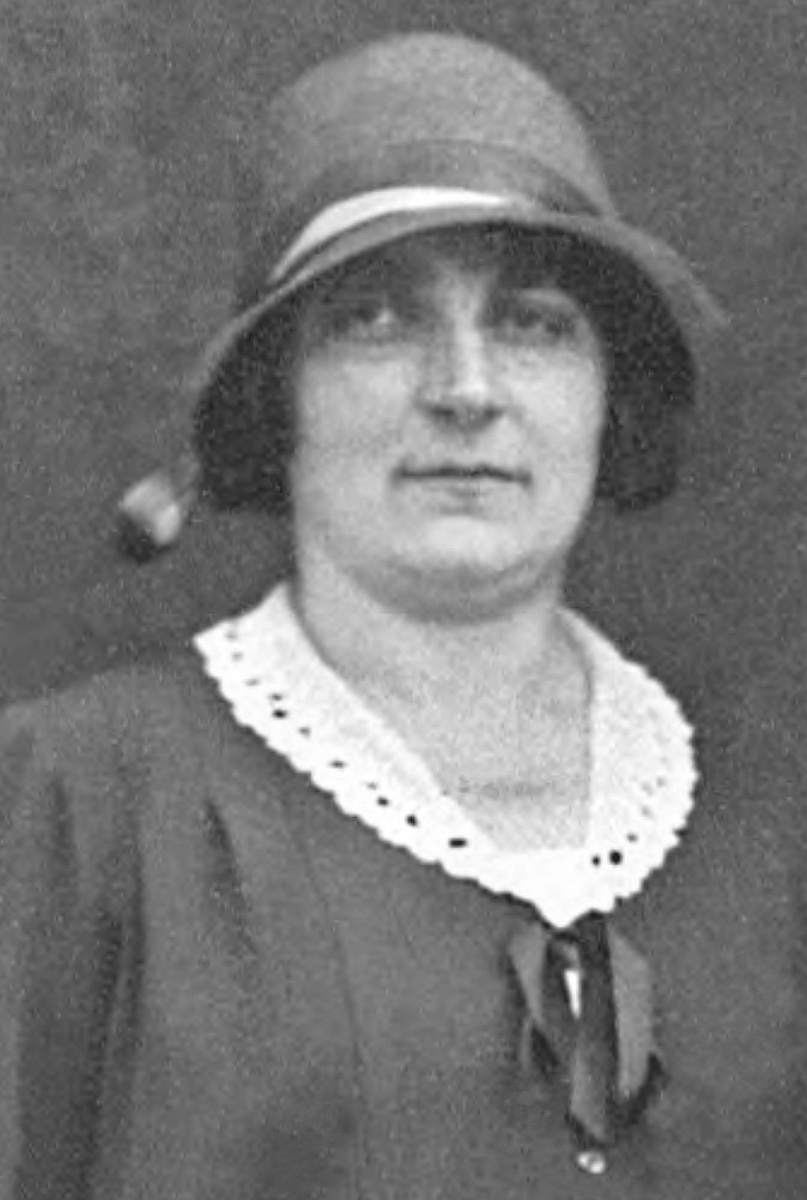
Pavla Králová

## Zatčení a poprava
Dne 16. června 1942 se na řídící služebně gestapa v Praze dobrovolně přihlásil příslušník výsadku Out Distance Karel Čurda. Prozradil nejen úkryt svých druhů, kteří byli zapojeni do provedení atentátu, ale také všechny občany, kteří je v době ilegální činnosti podporovali a pomáhali jim. Následovala rychlá vlna zatýkání. Rodina Králova byla zatčena již 17. června 1942, v den, kdy se na plzeňském náměstí konala velká manifestace, kterou obyvatelstvo zdrcené následky atentátu vyjadřovalo loajalitu Třetí říši. Dceři Heleně v té době bylo šestnáct let, do oslavy jejích sedmnáctých narozenin zbývaly čtyři dny. Podle výpovědi jedné ze svědkyň provedli zatčení Králových příslušníci obávaného klatovského gestapa. Podle stejného zdroje byl Václav Král pravděpodobně zatčen na svém pracovišti. V bytě Králových proběhly výslechy rodiny. Domovní prohlídky probíhaly ještě nějakou dobu po zatčení. Další výslechy Králových probíhaly v pražském Petschkově paláci, odkud pak byla rodina převezena do policejní věznice Malá pevnost Terezín. Dne 23. října 1942 byli Královi transportováni do koncentračního tábora Mauthausen v Rakousku. Zde byli během následujícího dne, 24. října 1942, společně s dalšími českými vlastenci popraveni. Jako první přišla před devátou hodinou ráno o život sedmnáctiletá dcera Helena. Rodinu přežila Amálie Králová, matka inspektora Václava Krále. Zemřela v roce 1951.

## Galerie

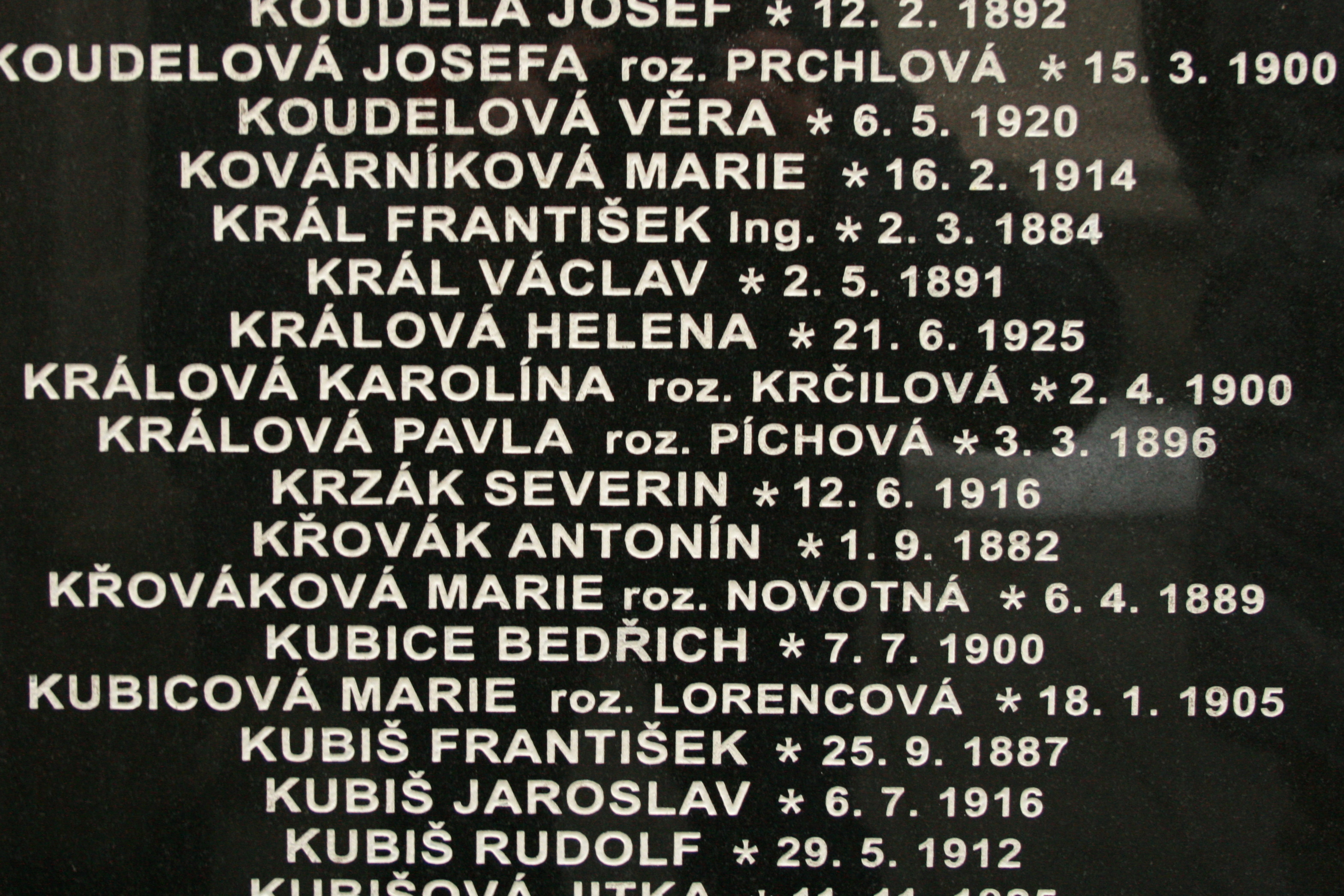
Jména Václava, Pavly a Heleny Králových na pomníku obětí heydrichiády před kostelem sv. Cyrila a Metoděje v pražské Resslově ulici
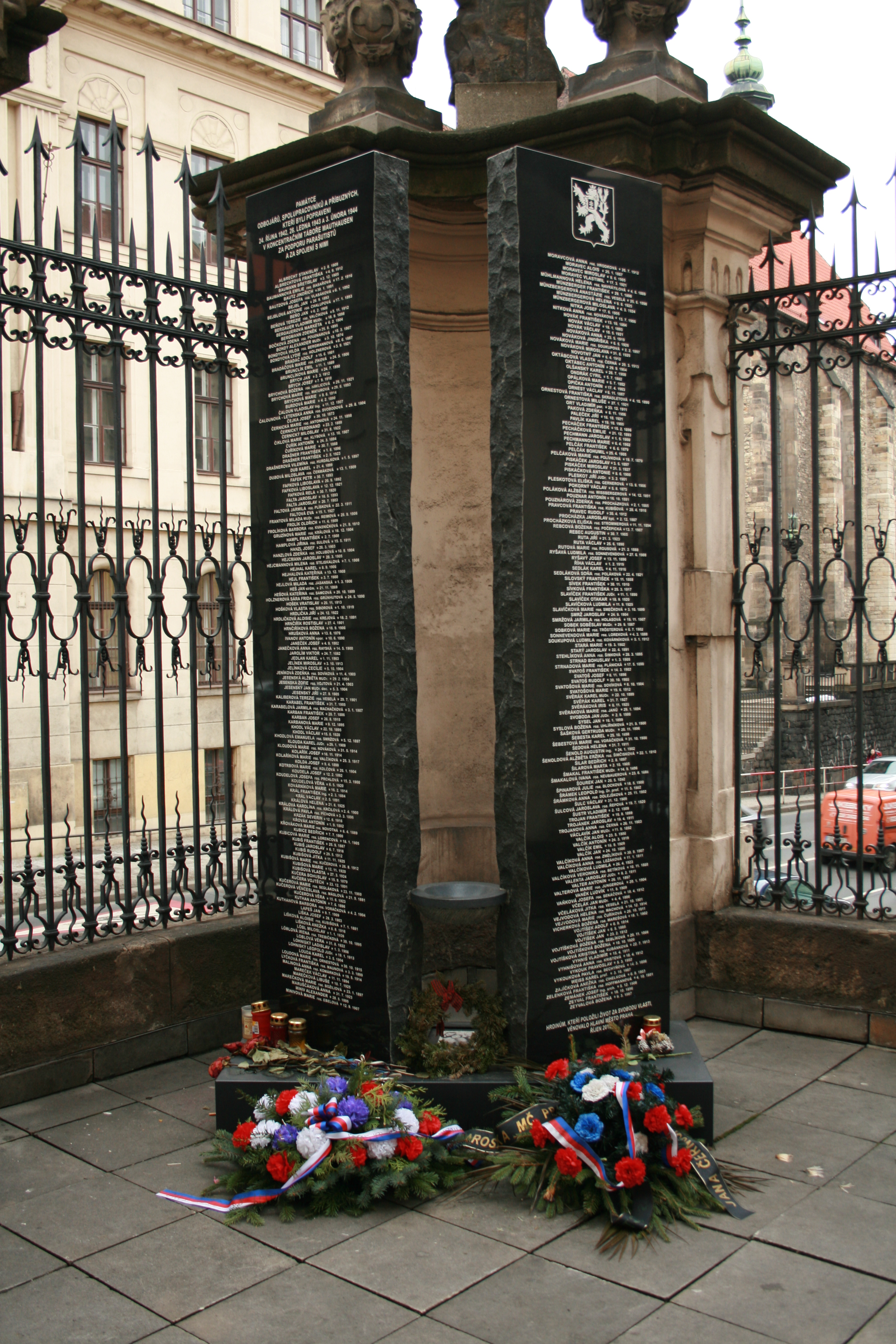
Památník obětí heydrichiády před kostelem sv. Cyrila a Metoděje v pražské Resslově ulici
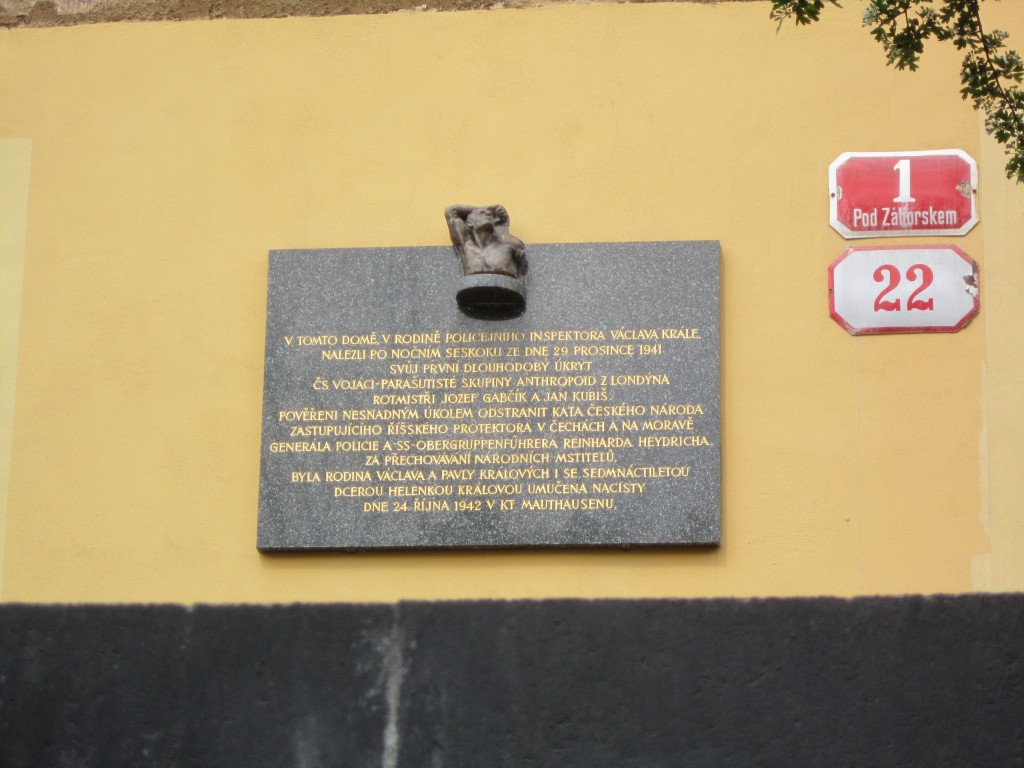
Pamětní deska na domě v plzeňské ulici Pod Záhorskem č. p. 22/1 (ještě před osazením bust Gabčíka a Kubiše)
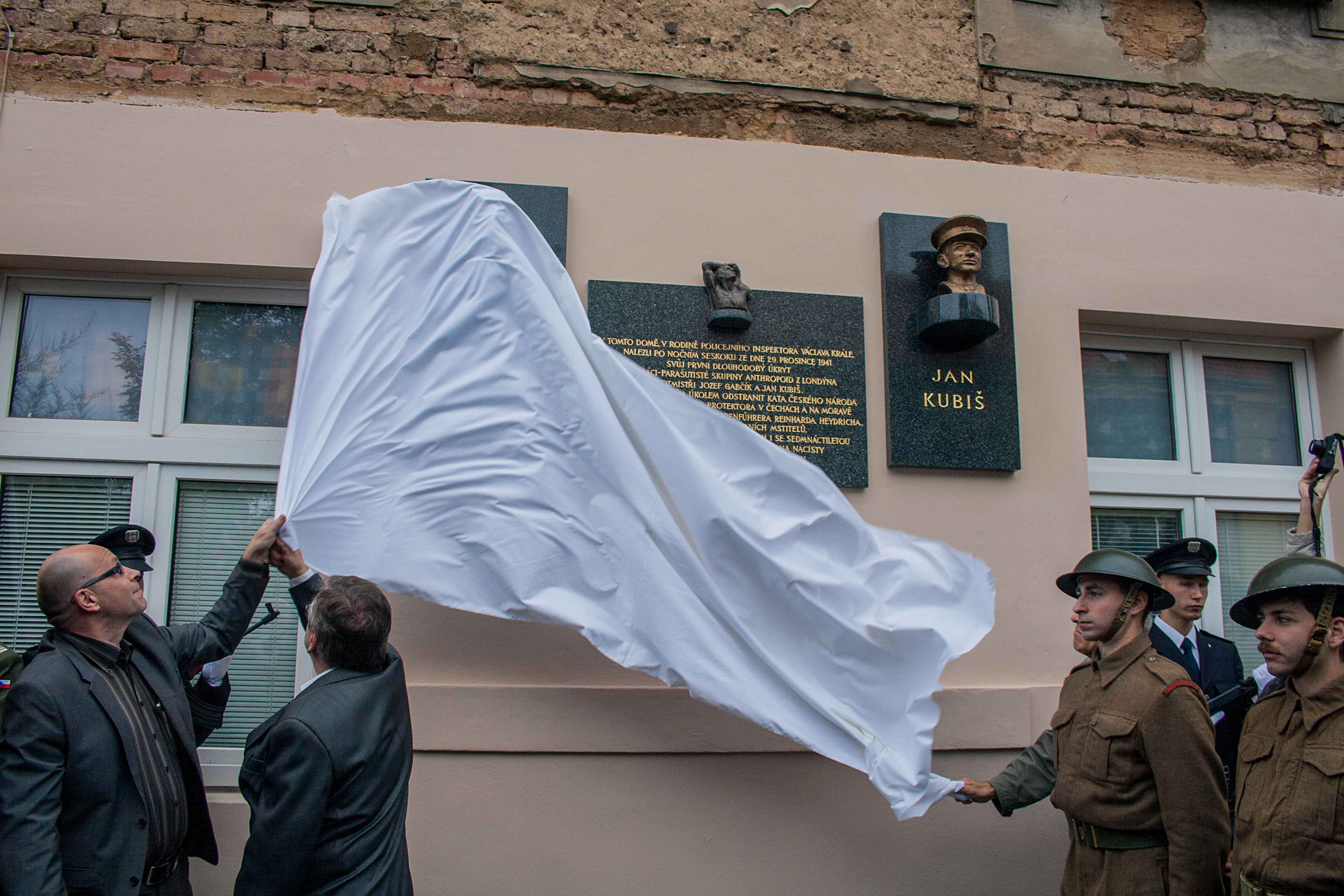
Odhalení bust Jozefa Gabčíka a Jana Kubiše na domě v plzeňské ulici Pod Záhorskem č. p. 22/1 počátkem října 2014
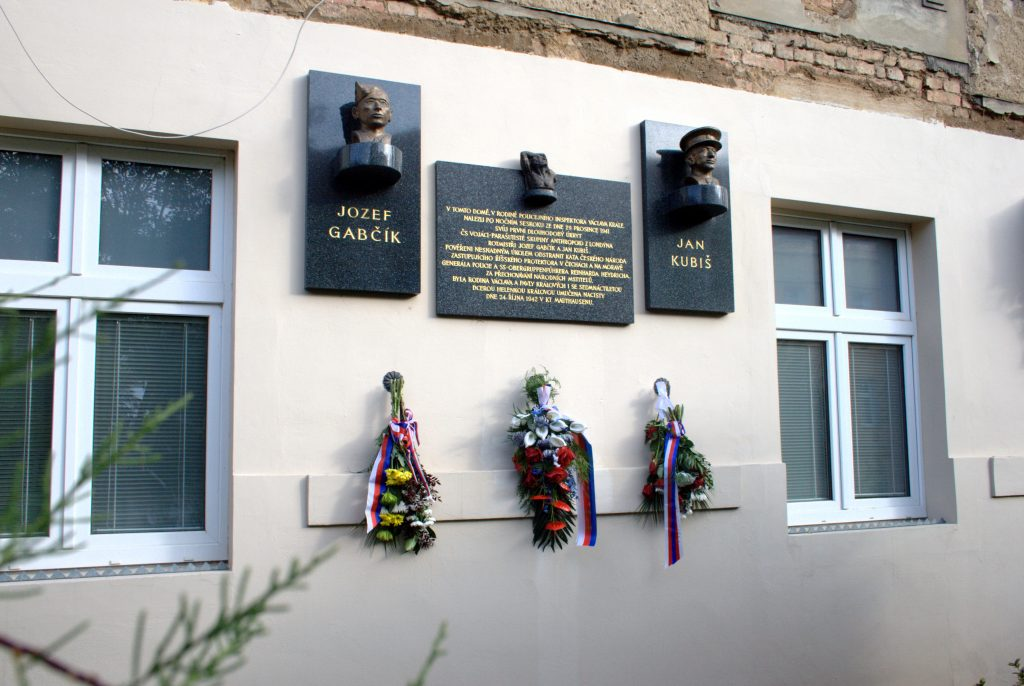
Pamětní deska s bustami na domě v plzeňské ulici Pod Záhorskem č. p. 22/1 (rok 2016)
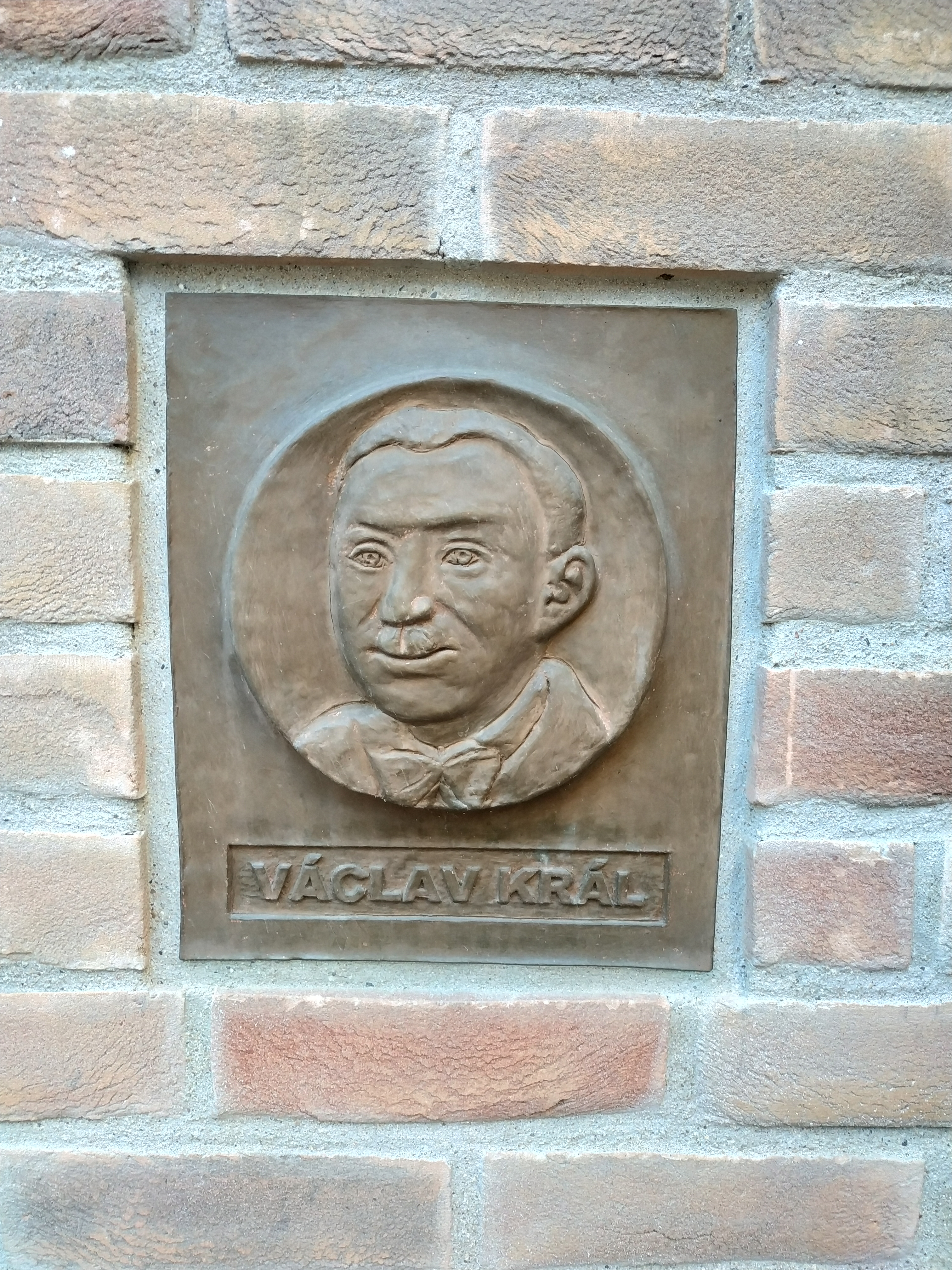
Pamětní deska v ulici Pod Záhorskem v Plzni